# ليندا لينغل
وهي الحاكمة السادسة لولاية هاواي الأمريكية (2002 - 2010) وتعد ليندا لينغل أول امراة تفوز بمنصب الحاكم في ولاية هاواي وتعد كذلك أول حاكمة لولاية هاواي من الديانة اليهودية ولدت ليندا لينغل في 4 حزيران/يونيو من سنة 1953 في مدينة سانت لويس في ولاية ميسوري الأمريكية أصبحت ليندا لينغل حاكمة ولاية هاواي في عام 2002 وتنتمي ليندا لينغل إلى الحزب الجمهوري الأمريكي.
| الحاكم السابق بنيامين جيروم 1994 - 2002 | حاكم الولاية مابين ليندا لينغل 2002 - 2010 | بعده : نيل أبركرومبي 2010 - الآن |